# Мичиводе
Мичиводе су насељено мјесто у општини Соколац, Република Српска, БиХ. Према попису становништва из 1991. у насељу је живјело 197 становника.

## Становништво
| Демографија | Демографија | Демографија |
| Година      | Становника  | Становника  |
| ----------- | ----------- | ----------- |
| 1991.       | 198         |             |

| Националност       | 1991.        |
| Муслимани          | 173 (87,37%) |
| Срби               | 24 (12,12%)  |
| остали и непознато | 1 (0,51)     |
| укупно             | 198          |